# Friedrich von Huene
Friedrich von Huene fue un paleontólogo alemán ( Turingia, 22 de marzo de 1875 - Turingia 4 de abril de 1969). Fue el paleontólogo que más especies de dinosaurios designó en toda Europa durante la primera mitad del siglo XX.

## Biografía
Fue catedrático de paleontología en la universidad de Tubinga (1901-56) y profesor de la misma disciplina hasta 1965. Junto a Robert Broon, realizó un estudio detallado sobre la fauna fósil del triásico de Karoo (Sudáfrica)en 1905 y él mismo realizó estudios sobre el triásico de Turingia (1908) y el río Nucker (1921-24) y el cretácico de la Patagonia (1919).
Entre los dinosaurios y fósiles descritos por Huene se encuentran Halticosaurus (1908), Saltopus (1910) y Altispinax (1922), todos ellos del grupo de los Terópodos.

## Obra
- The Tetrapod Fauna of the Upper Triassic Maleri Beds. Memoirs of the Geological Survey of India. Palaeontologia Indica. Editor Central Book Depot, 42 pp. 1940

- Los saurisquios y ornitisquios del cretáceo argentino. Volumen 3 de Anales del Museo de la Plata. Serie 2. Editor Coni, 196 pp. 1929

- Contribución de la paleogeografía de Sud-America. 64 pp. 1927

- Sobre la clasificación de los Arcosaurios (en alemán), 1914

- Sobre los Dinosaurios Triásicos del exterior de Europa (en alemán), 1906

- Paläontologie und Phylogenie der Niederen Tetrapoden (Paleontología y filogenia de los tetrápodos más bajos)

- Die Saurierwelt und ihre geschichtlichen Zusammenhänge
- Die Erschaffung des Menschen

## Abreviatura (zoología)
La abreviatura Huene  se emplea para indicar a Friedrich von Huene como autoridad en la descripción y taxonomía en zoología.

- Datos: Q61667
- Multimedia: Friedrich von Huene / Q61667
- Especies: Friedrich von Huene